# 뛰어라 대한민국
《뛰어라 대한민국》은 대한민국의 가수인 미나의 5번째 싱글 음반이다. 2014년 6월 17일에 발매되었다. 미나가 브라질에서 개최된 2014년 FIFA 월드컵을 맞아 자신의 여동생인 니키타(본명 심성미)와 함께 출시한 프로젝트 싱글 음반으로서 일렉트로닉 댄스 뮤직과 록 음악을 결합한 점이 특징이다.

## 수록곡
| #            | 제목                        | 작사         | 작곡         | 재생 시간 |
| ------------ | --------------------------- | ------------ | ------------ | --------- |
| 1.           | 〈뛰어라 대한민국〉         | 조재윤       | 조재윤       | 02:43     |
| 2.           | 〈뛰어라 대한민국 (Inst.)〉 |              | 조재윤       | 02:43     |
| 총 재생 시간 | 총 재생 시간                | 총 재생 시간 | 총 재생 시간 | 05:26     |